# Chaerilus agilis
Espèce
Chaerilus agilis est une espèce de scorpions de la famille des Chaerilidae.

## Distribution
Cette espèce est endémique de Malaisie péninsulaire,.

## Description
La femelle holotype mesure 56 mm.
Chaerilus agilis mesure de 47 à 58,6 mm.

## Publication originale
- Pocock, 1899 : Descriptions of some new species of scorpions. Annals and Magazine of Natural History, sér. 7, vol. 3, p. 411–420 (texte intégral).